# Citi Zēni
Citi Zēni je latvijski  pop band, koji trenutno ima šest članova. Oni će predstavljati Latviju na Pjesmi Eurovizije 2022.. sa svojim singlom Eat Your Salad.

## Povijest
Grupa Citi Zēni osnovana je u ožujku 2020. u kampu za pisanje pjesama u okolici Rige.
Godine 2021. bend je objavio svoj debi album Suņi Iziet Ielās (Psi izlaze na ulice).
Godine 2022, bend je objavio svoju prijavu za Supernovu 2022, izdavanjem svog novog singla „Eat Your Salad". Bend se kvalificirao u finale i pobijedio u finalu 12. veljače2022. Kao rezultat toga, predstavljat će Latviju na Pjesmi Eurovizije 2022.

## Članovi banda[5]
- Janis Petersons – vokal
- Dagnjis Rozinš – vokal, saksofon
- Reinis Viškeris – klavijature
- Krišjanis Ozols – gitara
- Roberts Memens – bas, vokal
- Toms Kagainis – bubnjevi

## Diskografija

### Studijski albumi
- Suņi Iziet Ielās (2021)

### Singlovi
- "Vienmēr Kavēju" (2020)
- "Parādi Kas Tas Ir" (2020)
- "Suņi Iziet Ielās" (2021)
- "Skaistās Kājas" (2021)
- "Eat Your Salad" (2022)